# 杨金龙 (提督)
杨金龙（1844年—1906年），字镜岩，湖南邵东人，清朝军事将领。
杨早年投身湘军，后参与平定回乱、收复新疆、中法战争，因功累升至江南提督。

## 生平
清道光二十四年（1844年），杨金龙生于湖南邵阳县东乡（今邵东市），早年为篾匠。同治元年（1862年），杨入湘军定武营，累升至参将。
同治七年（1868年），杨改隶刘松山老湘营，跟赴西北平定陕甘回乱，升至副将。光绪二年（1876年），杨随刘锦棠收复新疆，以总兵记名。光绪十年（1884年），适逢中法战争，杨领兵驻防台湾嘉义县和彰化县等地，因功授江南福山镇总兵，属湘军江南防区。
光绪二十年（1894年），杨率领湘军五个营随刘坤一赴山海关督办军务，驻山海关大营，战后回江宁，为刘坤一所倚重。光绪三十年（1904年），杨升任江南提督，驻防江宁，在任整顿防务、革新战术，热衷修桥铺路、浚河植树，后沉迷酒色、疏于实务。
光绪三十二年（1906年），杨于任所去世，葬于长沙新开铺木莲村与畜牧农场间的山头，墓碑刻“大清诰封龙虎将军杨公金龙之墓”，款落为“光绪三十三年”，其墓葬于文革时遭掘毁。